# Folkomröstningen om konstitutionen i Chile 1980

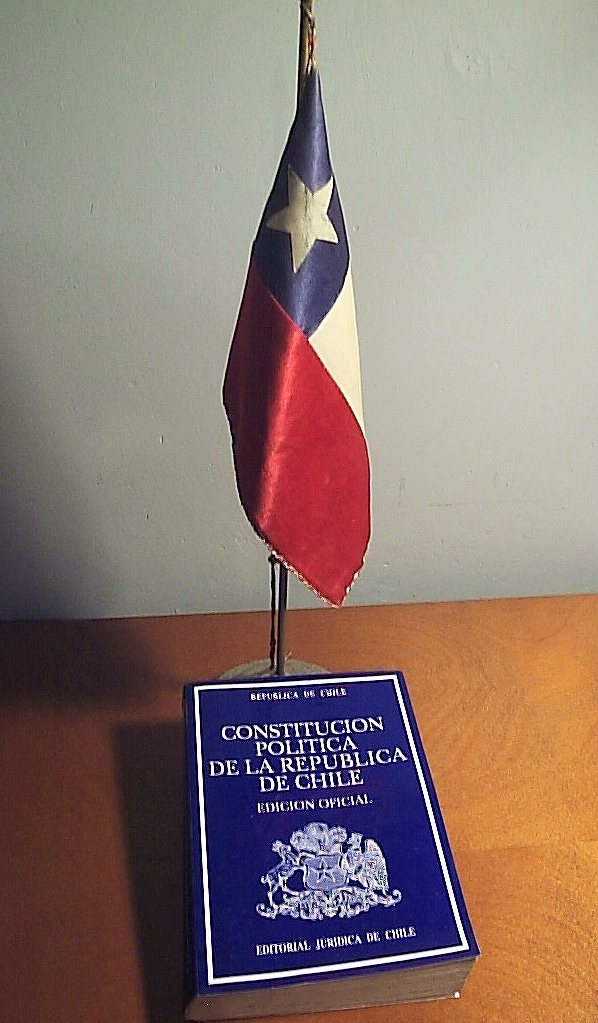
Chiles konstitution 1980

Folkomröstningen om konstitutionen i Chile 1980 var en folkomröstning som hölls 11 september 1980 för att godkänna en ny konstitution för Chile, vilken skulle ersätta den befintliga från 1925. Resultatet av folkomröstningen utföll med rösterna: 4 204 897 (67,04 procent) för och 1 893 420 (30,19 procent) emot. Allt sedan folkomröstningens genomförande har den varit ifrågasatt. Bland annat Rex Hudson vid Library of Congress menar att den var mycket ovanlig och odemokratisk.
Omröstningen möjliggjorde för diktatorn Augusto Pinochets militärjunta att befästa sina positioner vid makten med Augusto Pinochet som president i åtta år framöver, varefter han skulle ställa upp i en omröstning ifall han skulle få sitta kvar eller inte.
Sedan 1989 och konkret 2005 har försök gjorts att reformera konstitutionen för att distansera den gällande texten från arvet från militärdiktaturen. 2020, under omfattande protester 2019-2022, röstade det chilenska folket för att besluta om en ny grundlag. Det förslag som framlades 2022 avvisades emellertid i en ny folkomröstning. En folkomröstning om ett nytt förslag är planerat till december 2023, men tills vidare består 1980 års grundlag som den gällande, även om den genomgått kraftiga revideringar. 
En reform som bestått är förbudet mot direkta omval, vilket är relativt ovanligt. En tidigare president (vilket hänt med Michelle Bachelet och Sebastian Piñera) kan dock omväljas efter ytterligare en mandatperiod på fyra år.  

## Resultat
Resultat meddelat av Colegio Escrutador Nacional blev.
| Valmöjlighet        | Röster    | %       |
| ------------------- | --------- | ------- |
| "Ja"                | 4,121,067 | 65,71 % |
| Blanka röster       | 83,812    | 1,33 %  |
| "Ja", totalt        | 4,204,879 | 67,04 % |
| "Nej"               | 1,893,420 | 30,19 % |
| Ogiltiga röster     | 173,569   | 2,77 %  |
| Totalt antar röster | 6,271,869 | 100%    |